# Goal II - Vivere un sogno
Goal II - Vivere un sogno (Goal! 2: Living the Dream) è un film del 2007 diretto da Jaume Collet-Serra, sequel di Goal!.

## Trama
Dopo aver debuttato nella Premier League con la maglia del Newcastle, Santiago Muñez parte per Tokyo per una trattativa all'ultimo giorno del calciomercato con il Real Madrid che si conclude con un sì da parte del calciatore e così si trasferisce a Madrid. Ad aspettarlo c'è l'amico ed ex compagno di squadra Gavin Harris. Ma con il trasferimento in Spagna iniziano i primi problemi, dovendo egli scegliere tra famiglia e bella vita. Viene a sapere per caso, da un bambino il quale dice di essere suo fratello, che lì vive la madre che non ha mai conosciuto. Alla fine, tra mille difficoltà e un grave infortunio, riesce a portare il Real alla vittoria della Champions League contro l'Arsenal, entrando in campo a partita in corso e segnando il goal del pareggio. Il Real riesce a vincere 3-2 con i gol, oltre al suo, di Gavin Harris e David Beckham.